# Sidkraft

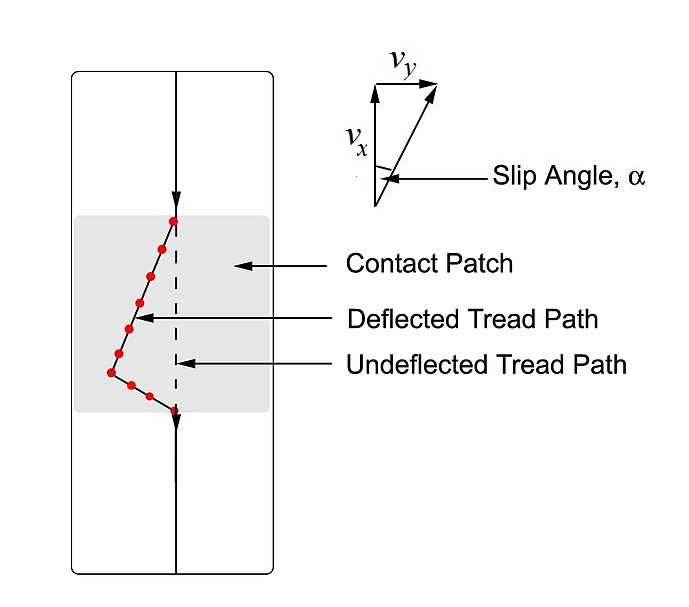
"Böjd" slitbana, hastighet vid sidoslipning och slirvinkel

Sidkraft är den kraft som vid kurvtagning uppstår vinkelrätt mot färdriktningen på ett fordon via dess däck/vägbanekontakt.

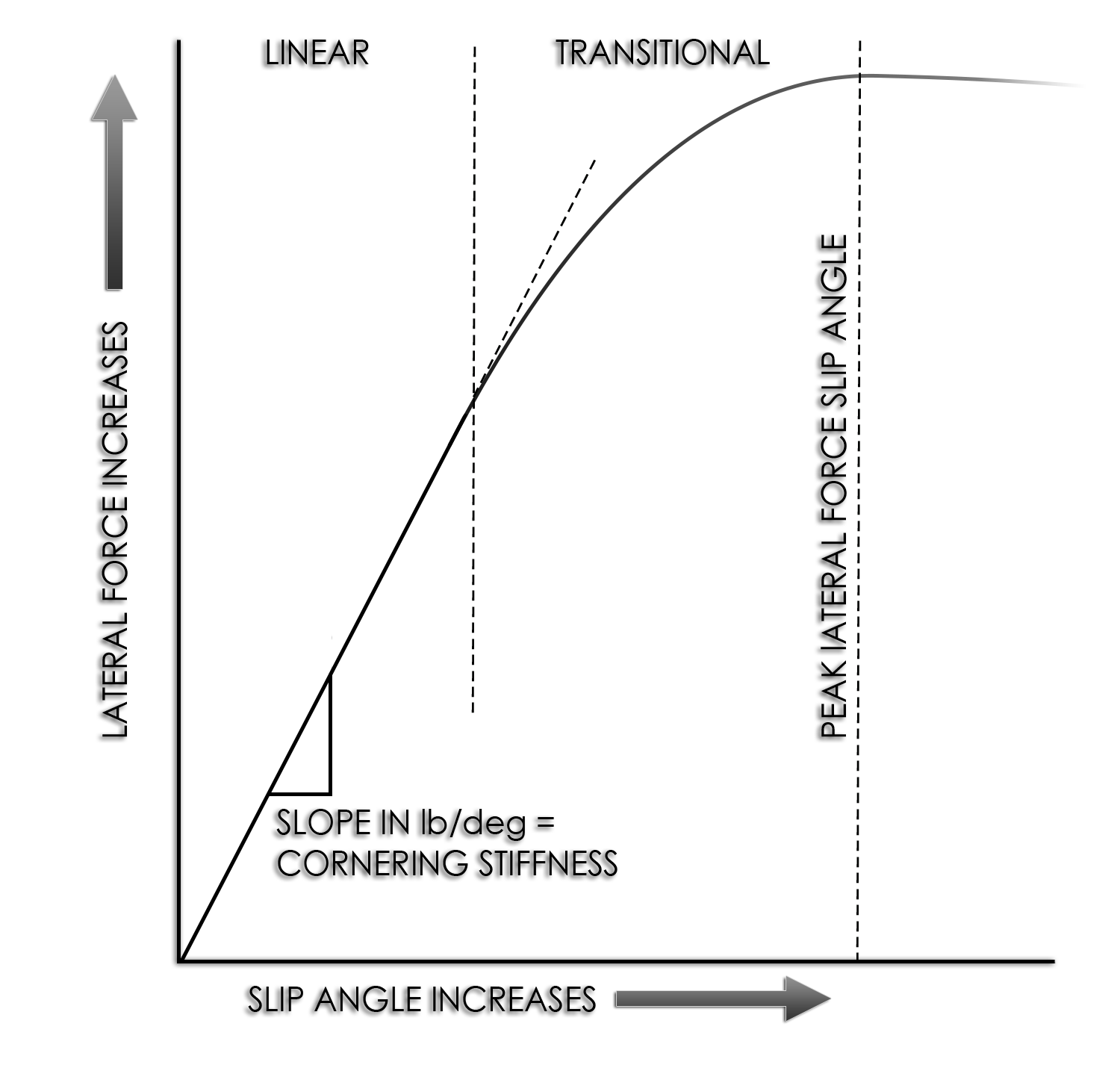
Diagram över kurvtagningskraft kontra slirvinkel

Kurvtagningen blir instabil om den pådrivande sidkraften är större än den mothållande sidkraften. Då blir risken för trafikolycka stor.

## Den pådrivande sidkraften
Fordonets centripetalkraft är en tröghetskraft som påverkas av fordonets massa, dess hastighet samt hur snäv kurvradie fordonet följer. 
Matematiskt beräknas den pådrivande sidkraften med formeln: 
{\displaystyle F={\frac {mv^{2}}{R}}}
där
F [N] är centripetalkraften,
v [m/s] är fordonets hastighet, och
R [m] är kurvradien.
Kurvans krökning anges med fördel som horisontalkurvatur K istället för kurvradie. Då får formeln följande utseende:
{\displaystyle F=mv^{2}K}

Om en ytterkurva är så kraftigt "feldoserad" att den t o m lutar utåt, s.k. "negativ skevning", bidrar även en gravitationskraft till den pådrivande sidkraften. Denna gravitationskraft ges av produkten av fordonets massa och vägens skevning. Det förekommer att kurvor avsiktligt byggs med negativ skevning, i syfte att undvika trafikfarligt låg snedlutning vid in-/utgång av kurvan. I områden där låg friktion p.g.a. snö och ishalka är vanligt förekommande, är det tveksamt att bygga kurvor med negativ skevning om inte kurvradien är mycket stor i förhållande till vägens referenshastighet. 
Rondeller byggs regelmässigt med negativ skevning för att tvinga trafikanterna att köra sakta. Negativt skevade ytterkurvor på landsväg medför mycket stor risk för instabilitetsolyckor vid ishalka, långvarigt kraftigt regn och andra väglag när greppet mellan däck och vägbana är mycket lågt.

## Den mothållande sidkraften
Den totala reaktionskraften består normalt av två krafter. Den ena är friktionskraften mellan däck och väg, medan den andra är en gravitationskraft som orsakas av vägbanans skevning.

### Kraftspelet mellandäck (hjul)ochväg
Däckets fotavtryck deformeras på ett sätt som påminner om en mekanisk fjäder. När fotavtrycket deformeras, uppstår en reaktionskraft i däcket. Däckets totala sidkraft byggs upp av summan av de krafter som överförs av varje klack i däckmönstret inom hela fotavtrycket. Denna kraft beror av deformation både hos slitbanans gummi och hos däckets stomme. Det exakta förhållandet mellan däcksidans och slitbanans betydelse varierar med däckets uppbyggnad och dess aktuella lufttryck.

### Vägbanans skevning
- Huvudartikel Tvärfall

I såväl innerkurvor som normalt uppbankade ytterkurvor uppstår en mothållande reaktionskraft, vars storlek ges av produkten av fordonets massa och vägbanans skevning. Kurvor med stor skevning ger därmed större reaktionskraft och stabilare landsvägskörning än platta kurvor.

## Särskilt om sidkraft på tunga fordon[3]
Sidkraften är proportionell mot däckets slipvinkel så länge vinkeln är liten. Slipvinkeln beskriver deformationen hos däckets kontaktyta mot vägbanan ("fotavtrycket"). Många tunga fordon är p.g.a. sin längd kraftigt understyrda och måste därför i tvära kurvor köras med extremt stor slipvinkel på de styrande hjulen. Vid dessa slipvinklar kan sidofriktionen och därmed sidkraften sjunka till under halva värdet vid optimal slipvinkel. Detta bidrar till att tunga lastbilar och bussar har nedsatt framkomlighet och ökad olycksrisk vid halt väglag i tvära kurvor och korsningar. 
Tunga lastbilar har ofta mycket olika sidkraft på sina olika däck (hjul). 

## Faktorer som påverkar olycksrisken vid kurvtagning
För att hålla kvar fordonet på vägen behöver friktionen mellan däck och vägbana vara tillräcklig för att kunna motverka den pådrivande sidkraften. Friktionen kan försämras dramatiskt av halka, såsom vid regn, snö, is eller andra föroreningar på vägbanan. Friktionen påverkas också av däckets kvalitet, temperatur och dess slipvinkel och hjulvinklar vid kurvtagningen, samt storlek och form på den däcksyta som anligger mot vägbanan. 
Ett effektivt sätt att minska den pådrivande sidkraften och därmed minska olycksrisken vid kurvtagning är att sänka hastigheten, eftersom hastigheten har mycket stor (kvadratisk) inverkan på sidkraftens storlek. Väghållare kan bidra till att minska olyckorna genom att sätta upp varningsskyltar vid kritiska kurvor. Varning kan avse "farlig kurva" eller "Högsta rekommenderade hastighet XX km/tim vid våt eller hal väg", gärna i kombination med en bildskärm som visar "Din fart" (uppmätt med radar). I många länder är förvaltning av hastighet vid kurvtagning, "Curve Speed Management", en viktig aktivitet för ökad trafiksäkerhet.